# Hotel Polissija
Hotel Polissija (ukrajinsko: Готе́ль Полісся; rusko: Гостиница Полесье) je ena najvišjih stavb v zapuščenem mestu Pripjat v Ukrajini (ki ga je prizadela černobilska nesreča).  Zgrajena je bila sredi sedemdesetih let 20. stoletja za nastanitev delegacij in gostov, ki so obiskali Černobilsko jedrsko elektrarno. Trenutno je hotel napol propadel.